# Hunier

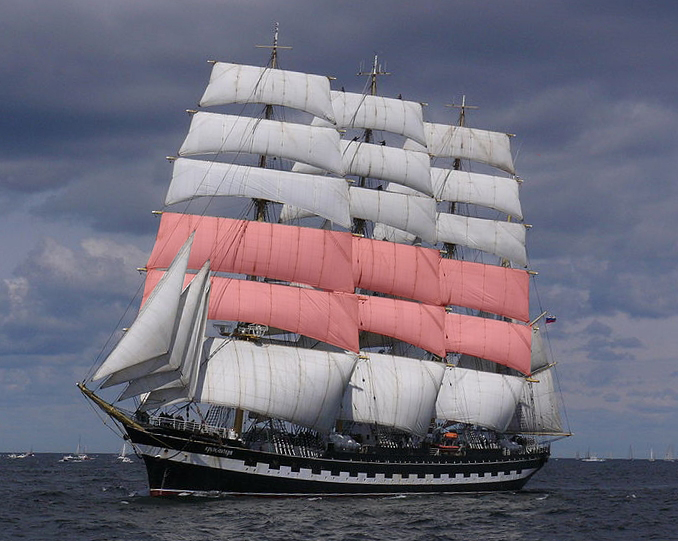
En rouge, les doubles huniers du Krusenstern

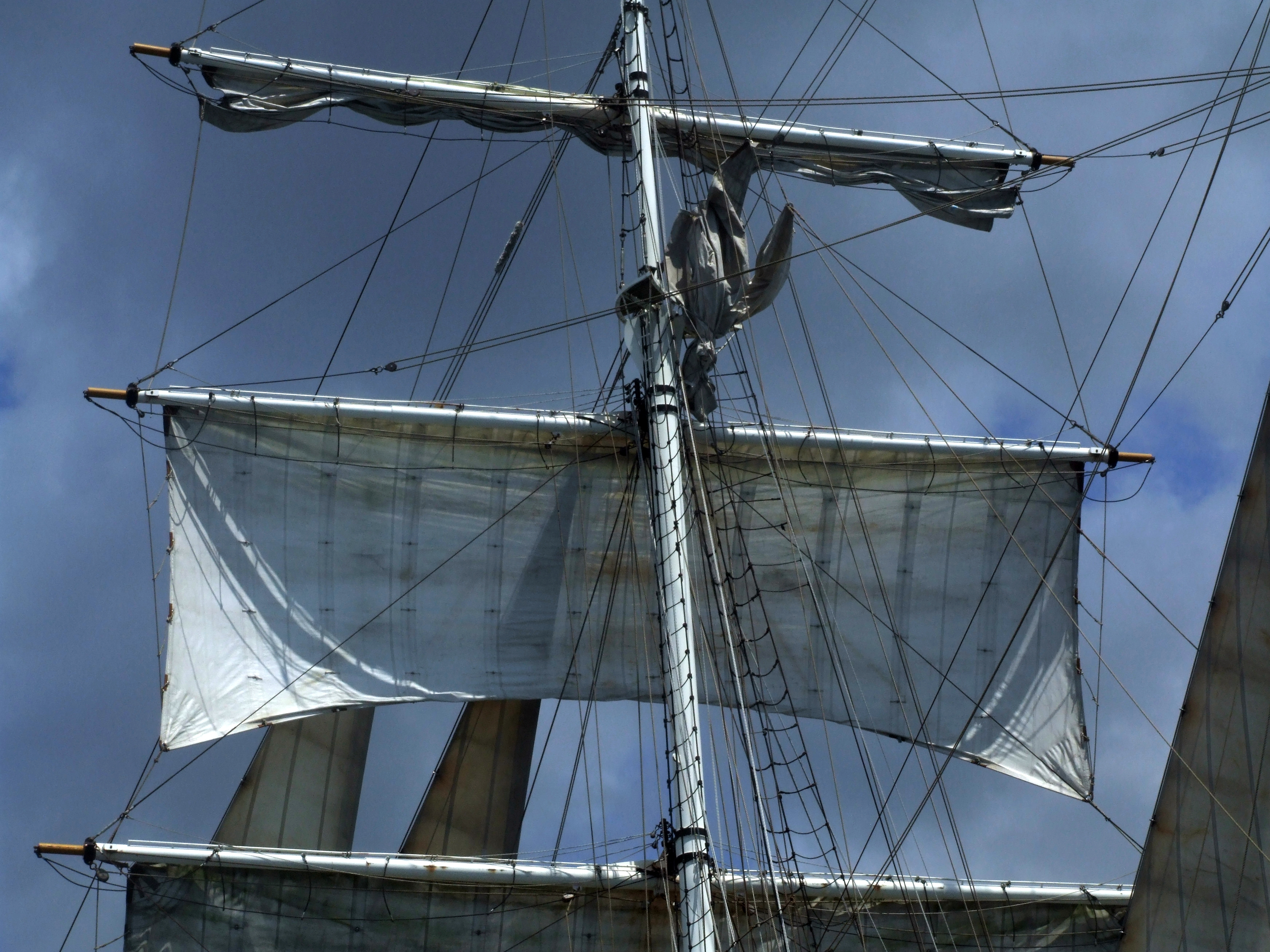
Hunier sur un voilier entre une voile basse et un perroquet

Le hunier (topsail en anglais) est une voile carrée établie sur une vergue hissée sur le mât de hune au-dessus d'une basse-voile.  Un perroquet peut être établi au-dessus.

## Historique
À l'origine, il s'agissait de très grandes voiles, puissantes et nécessitant beaucoup de gabiers pour la manœuvrer et la gréer, elle fut divisée en deux au XIXe siècle, devenant hunier « fixe » (inférieur) et hunier « volant » (supérieur). Les voiles étant nommées en fonction de leurs positions où du mât sur lequel elles sont attachées,

## Noms
Dans le cas de hunier unique, on parle de « hunier plein » (cas le plus fréquent pour les navires entre le XVIe siècle et le début du XIXe siècle siècle) :
- Mât de misaine : Petit Hunier ou Hunier de misaine[2]
- Grand-mât : Grand Hunier[2]
- Mât d'artimon : le terme "Hunier d'artimon" n'est pas utilisé, le nom de cette voile est alors perroquet de fougue ou hunier de fougue

Dans le cas de double hunier (cas fréquent pour les navires du XIXe siècle et du XXe siècle siècle), :
- Mât de misaine : Hunier fixe de misaine ou petit hunier (bas) et hunier volant de misaine ou petit volant (haut)[2]
- Grand-mât : Grand Hunier fixe ou grand Hunier (bas) et grand hunier volant ou grand volant (haut)[2]
- Mât d'artimon : Hunier fixe de fougue ou perroquet de fouge (bas) et hunier volant de fougue ou volant d'artimon (haut)[2]

En anglais on emploiera les termes lower topsail et upper topsail

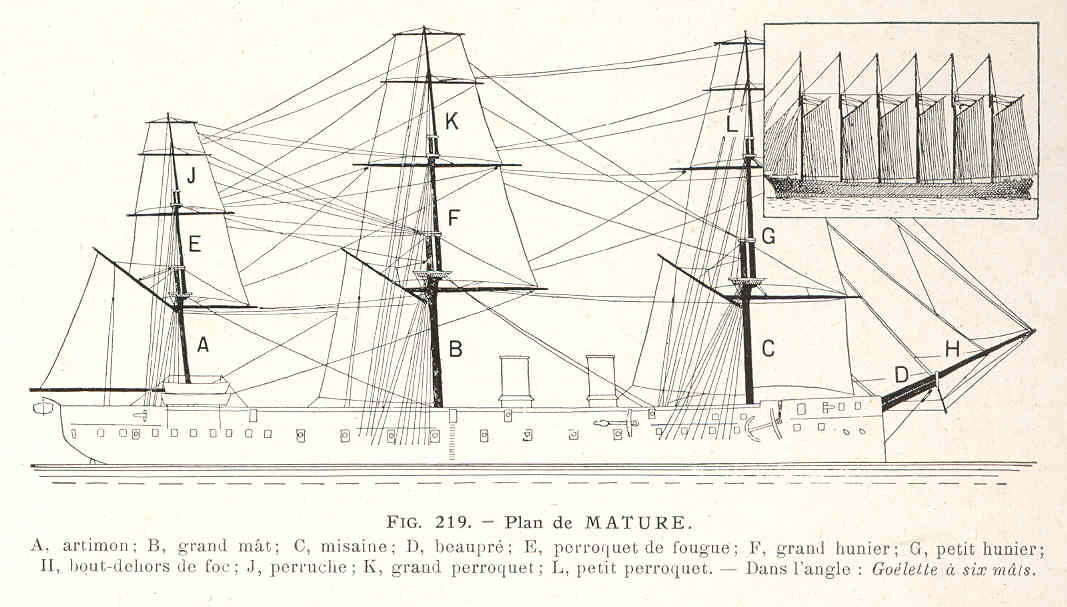
Schéma de la mature d'un trois-mâts

## Type de navires à hunier

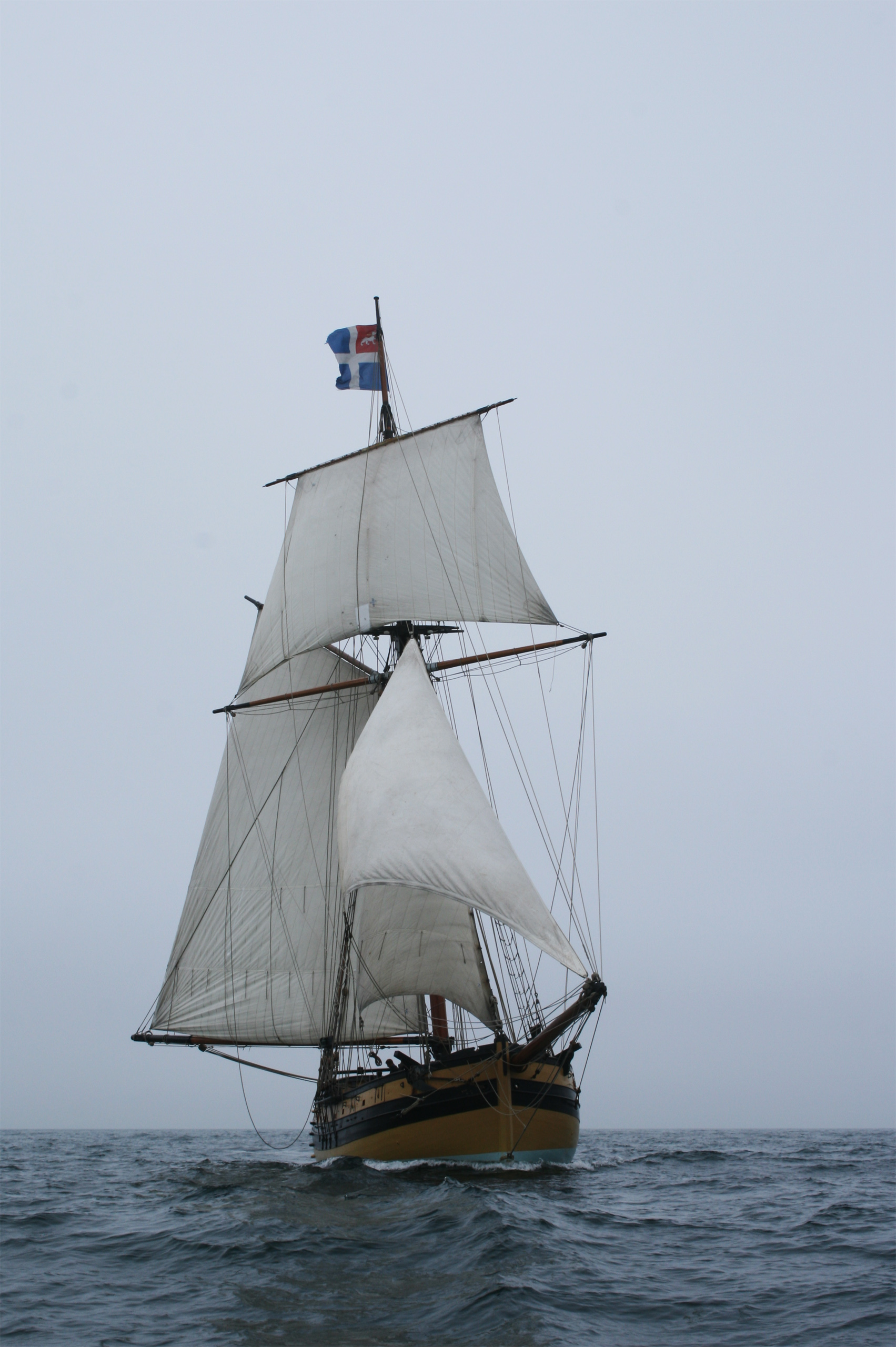
Le Renard, cotre à hunier

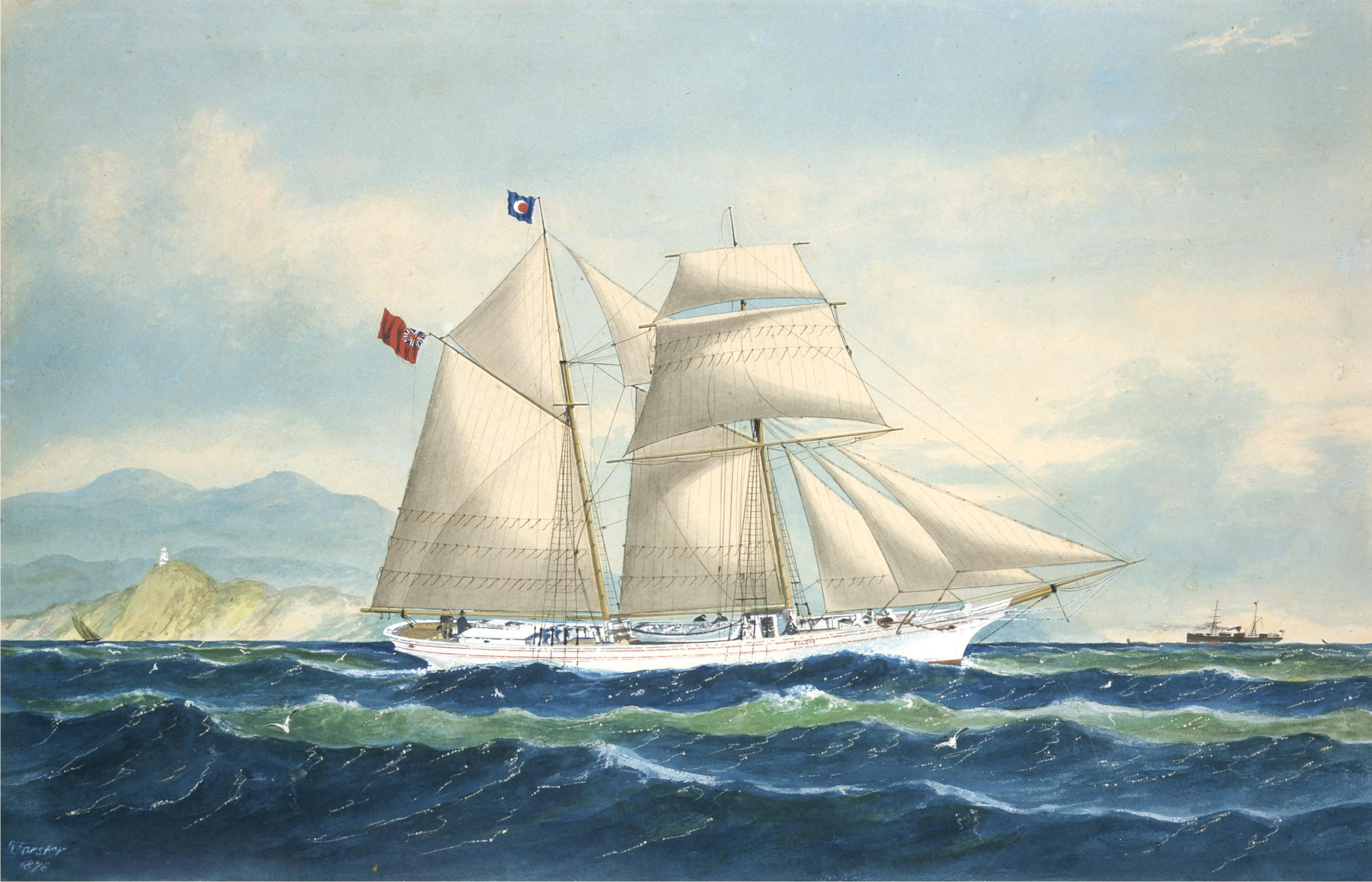
La goélette à huniers Poneke

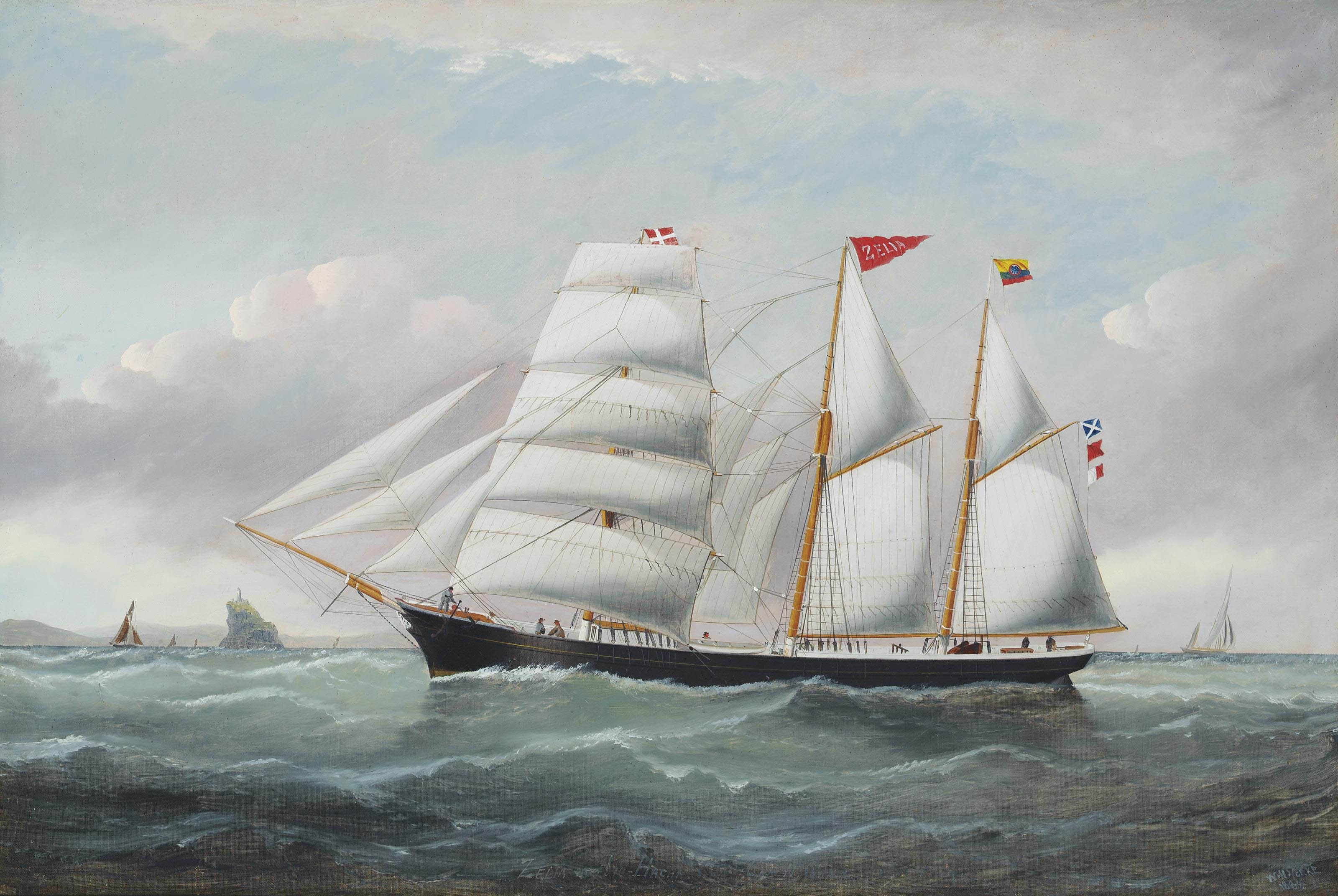
Trois-mâts goélette colombien Zelia (barquentine)

Les huniers comme les autres voiles carrées ne se rencontrent plus dans les gréements modernes. Ils composent en revanche une voile de base  des gréements traditionnels.

### Gréement traditionnel à voiles carrés
Tous les navires à voiles carrés qui disposent d'au moins 2 voiles par mât ont un hunier :
- Brick
- Corvette
- Trois-mâts carré
- Frégate
- Vaisseau de ligne

Ce sont les navires les plus rapides par vents arrière car possédant la plus grande surface de voile.

### Gréements traditionnel à voiles auriques
Les huniers se rencontrent souvent associés à des voiles auriques pour augmenter les performances du navire par vent arrière. 
Soit une voile carrée (principalement un hunier) par mât :
- Cotre à hunier : cotre avec des voiles auriques et un grand hunier
- Goélette à Hunier : une voile carrée par mât sur une goélette
- Certains voiliers gréés au tiers, comme la bisquine, portent également des huniers au-dessus des basses voiles.

Soit un mât entièrement gréé en voiles carrées :
- Brick-goélette : un mât à voiles carrées (avec huniers) et un mât à voiles auriques à l’arrière
- Trois-mâts barque : deux mâts à voiles carrées (avec huniers) et un mât à voiles auriques à l’arrière
- Trois-mâts goélette ou barquentin : un mât à voiles carrées (avec huniers) et deux mâts à voiles auriques à l’arrière.

| Typologie courantes de navires à voiles auriques et huniers | Typologie courantes de navires à voiles auriques et huniers | Typologie courantes de navires à voiles auriques et huniers |
| ----------------------------------------------------------- | ----------------------------------------------------------- | ----------------------------------------------------------- |
| Nom du gréement                                             | Goélette à huniers                                          | Cotre à hunier                                              |
| Terme anglais                                               | topsail schooner                                            | topsail cutter                                              |
| Schéma                                                      |                                                             | Cotre à Hunier                                              |
| Exemple de gréement traditionnel                            |                                                             |                                                             |